# Marojejya
Marojejya là một chi thực vật có hoa thuộc họ Arecaceae.

## Các loài
Chi này có các loài sau:
- Marojejya darianii J.Dransf. & N.W.Uhl, Principes 28: 151 (1984).
- Marojejya insignis Humbert, Mém. Inst. Sci. Madagascar, Sér. B, Biol. Vég. 6: 94 (1955).